# Eumyurium sinicum
Eumyurium sinicum är en bladmossart som beskrevs av Noguchi 1947 [1948. Eumyurium sinicum ingår i släktet Eumyurium och familjen Myuriaceae. Inga underarter finns listade i Catalogue of Life.